# جون كولير جونيور
جون كولير جونيور (بالإنجليزية: John Collier)‏ هو عالم إنسان أمريكي، ولد في 22 مايو 1913 في Sparkill, New York ‏ في الولايات المتحدة، وتوفي في 25 فبراير 1992 في سان خوسيه في كوستاريكا.